# Johnny Chan
Johnny "Oriental Express" Chan (Cantão, 1957) é um jogador de pôquer profissional. Foi campeão da World Series of Poker nos anos de 1987 e 1988.

## Biografia
Johnny Chan mudou-se com sua família, em 1962 para Hong Kong. Em 1968 mudaram-se para os Estados Unidos na cidade de Phoenix no estado do Arizona, e mais tarde mudaram para Houston, Texas, onde sua família abriu uma rede de restaurantes.
Aos 21 anos, abandonou os estudos na Universidade do Texas e foi morar em Las Vegas, onde iniciou sua carreira no poker.
Atualmente Chan possui seis filhos e além de atuar como jogador de poker profissional, também é dono de uma rede de lanchonetes no hotel Stratosphere em Las Vegas.

## Carreira no Poker
Chan acredita que seu sucesso no poker deve-se ao fato de os jogadores americanos nunca terem disputado com asiáticos.
Sua fama teve início após vencer consecutivamente, nos anos de 1987 e 1988, o evento principal da World Series of Poker, e por muito pouco não conseguiu o feito inédito de vencer o torneio por três anos em sequência: em 1989 Chan foi vice campeão do evento principal, perdendo a disputa final para Phil Hellmuth. Ao todo possui 10 vitórias em eventos da WSOP.
Em 2002 passou a fazer parte do Poker Hall of Fame, condecoração dada aos melhores jogadores de poker da história.
Em uma de suas participações na World Poker Tour, Chan foi um dos jogadores da mesa final. Em 2005 foi vice campeão do primeiro Poker Superstars Invitational Tournament , perdendo na final para Gus Hansen. Participou nos anos de 2004 e 2005 do World Series of Poker Tournament of Champions  e também do National Heads-Up Poker Championship.
Recentemente foi o vencedor de um dos torneios realizados pela rede de televisão americana NBC, chamado Poker After Dark, reunindo apenas jogadores que foram campeões da WSOP. Chan superou grandes nomes do poker como Doyle Brunson, Chris Moneymaker, Chris Ferguson, Jamie Gold e Carlos Mortensen. Na segunda temporada do programa, acabou ficando em segundo lugar, sendo derrotado por Joe Hachem.
Até o ano de 2006 seus lucros com o poker ultrapassavam os 5 milhões de dólares.

## Curiosidades
Nos torneios em que disputa Chan sempre leva consigo uma laranja, que fica cheirando para não sentir o cheiro de fumo, caso haja jogadores fumando na mesa. No entanto a laranja acabou virando seu amuleto, uma vez que ela a acompanha desde de suas primeiras conquistas.
Chan escreveu dois livros sobre poker intitulados Play Poker Like Johnny Chan e também o Million Dollar Hold'em: Winning Big in Limit Cash Games.

## Braceletes na World Series of Poker
| Ano  | Preço de Inscrição (Buy-in) | Evento                                    | Prêmio (US$) |
| ---- | --------------------------- | ----------------------------------------- | ------------ |
| 1985 | $1,000                      | Limit Hold'em                             | $171,000     |
| 1987 | $10,000                     | No Limit Hold'em World Championship       | $625,000     |
| 1988 | $10,000                     | No Limit Hold'em World Championship       | $700,000     |
| 1994 | $1,500                      | Seven Card Stud                           | $135,600     |
| 1997 | $5,000                      | Deuce to Seven Draw                       | $164,250     |
| 2000 | $1,500                      | Pot Limit Omaha                           | $178,800     |
| 2002 | $2,500                      | No Limit Hold'em Gold Bracelet Match Play | $34,000      |
| 2003 | $5,000                      | No Limit Hold'em                          | $224,400     |
| 2003 | $5,000                      | Pot Limit Omaha                           | $158,100     |
| 2005 | $2,500                      | Pot Limit Hold'em                         | $303,025     |